# Luồng Phú Thọ
Luồng Phú Thọ (danh pháp hai phần Dendrocalamus phuthoensis) là một loài luồng được các nhà khoa học Trung tâm Khoa học Lâm nghiệp vùng Trung tâm Bắc Bộ, Viện Khoa học Lâm Nghiệp Việt Nam, Vụ Khoa học và Công nghệ các ngành kinh tế - kỹ thuật (Bộ Khoa học và Công nghệ Việt Nam), Trường Đại học Đà Lạt phát hiện ở xã Mỹ Lương, huyện Yên Lập, tỉnh Phú Thọ, Việt Nam, công bố trên tạp chí Phytotaxa số 296 ngày 20/2/2014 (bản in) và ngày 23/3/2017 (internet).